# Линкольн (округ, Айдахо)
Ли́нкольн (англ. Lincoln) — округ в штате Айдахо. Административным центром является город Шошоне.

## История
Округ Линкольн был образован 18 марта 1895 года. Изначально в округ входили территории округов Гудинг и Минидока, отделившиеся в 1913 году и Джером, отделившегося в 1919 году. Название округ получил в честь 16-го президента США Авраама Линкольна, в годы президентства которого была создана территория Айдахо.

## Население
По состоянию на июль 2008 года население округа составляло 7 808 человек. С 2003 года население увеличилось на 201 человека, то есть на 4,67 %. Ниже приводится динамика численности населения округа.

## География
Округ Линкольн располагается в центральной части штата Айдахо. Площадь округа составляет 3 123 км², из которых 1 км² (0,03 %) занято водой.
|        | Камас    | Блейн    |  |  |
| Гудинг | север    | Минидока |  |  |
| Гудинг | Линкольн | Минидока |  |  |
| Гудинг | юг       | Минидока |  |  |
|        | Джером   |          |  |  |

### Дороги
- — US 26
- — US 93
- — ID-24
- — ID-75

### Города округа
- Дитрич
- Ричфилд
- Шошоне

### Достопримечательности и охраняемые природные зоны
- Национальный монумент Лунные кратеры (частично)